# Infierno Occidental
L'Infierno Occidental o pic Occidental d'Infierno és una muntanya de 3.073 m d'altitud, amb una prominència de 14 m, que es troba al massís de Infiernos-Argualas, a la província d'Osca (Aragó).